# Operativo Cóndor

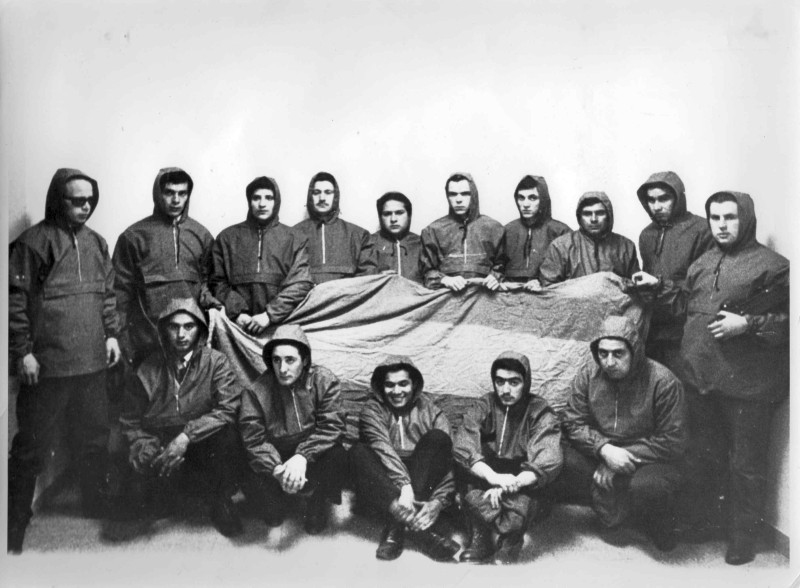
El grupo de los cóndores en Malvinas. 1966

El Operativo Cóndor fue una acción armada llevada a cabo el 28 y 29 de septiembre de 1966 por un grupo de argentinos que se apoderó de un avión de Aerolíneas Argentinas que viajaba de Buenos Aires a Río Gallegos, obligando a su comandante a aterrizar en las islas Malvinas, habitadas por el Reino Unido y reclamadas históricamente por la Argentina. Una vez allí, los argentinos izaron una bandera argentina, tomaron como rehenes a algunos isleños, y exigieron al gobernador de las islas reconocer la soberanía argentina de las mismas.

## Cronología

### Inicio
El 28 de septiembre de 1966 un avión Douglas DC-4 LV-AGG «Teniente Benjamín Matienzo» de Aerolíneas Argentinas partió del Aeroparque Jorge Newbery con destino a Río Gallegos, en un vuelo sin escalas denominado AR-648.
La aeronave transportaba 42 pasajeros, entre ellos el gobernador del Territorio Nacional de Tierra del Fuego, Antártida e Islas del Atlántico Sur, contraalmirante José María Guzmán. El Comando Cóndor había abordado al avión normalmente como pasajeros. También viajaba en el avión el periodista y empresario Héctor Ricardo García, dueño del diario porteño Crónica.
El avión despegó a las 00:34 horas; y tiempo después se perdió el contacto con el mismo. A las 05:00 cayó en emergencia. A las 07:27 se recibió un mensaje del comandante del avión: «siendo 06:05, “comandos” a bordo toman aeronave solicitando poner rumbo 105 Malvinas para aterrizaje». Esta desviación había sucedido entre Comodoro Rivadavia y Puerto San Julián. Minutos más tarde el Comando manifestó sus objetivos por la radio del avión.
Los integrantes del grupo, liderados por Dardo Manuel Cabo, se levantaron de sus asientos y amenazaron a los pasajeros con armas que habían ocultado en el equipaje. Exigieron al piloto dirigirse a las islas Malvinas. Este intentó disuadirlos aduciendo los inconvenientes del operativo por falta de apoyo de navegación y aterrizaje. Los secuestrados amenazaron al piloto, Ernesto Fernández García, con asesinar a su familia llamando a contactos en el continente. Para no atemorizar a los pasajeros, se les informó que la aeronave regresaba a Comodoro Rivadavia.
Fernández García ordenó al copiloto Silvio Sosa Laprida ascender al avión de 2000 a 3300 metros para economizar el combustible. Una hora después uno de los motores se detuvo; el mecánico Aldo Baratti lo puso en marcha nuevamente.
Los miembros del Operativo Cóndor fueron:
- Dardo Cabo (25) periodista, metalúrgico y activo militante peronista nacionalista, hijo del sindicalista Armando Cabo.
- Cristina Verrier, dramaturga y periodista (27)
- Fernando Aguirre, empleado (20)
- Ricardo Ahe, empleado (20)
- Pedro Bernardini, obrero metalúrgico (28)
- Juan Bovo, obrero metalúrgico (21)
- Luis Caprara, estudiante de ingeniería (20)
- Andrés Castillo, empleado de la Caja de Ahorro (23)
- Víctor Chazarreta, obrero metalúrgico (32)
- Alejandro Giovenco Romero (21)
- Norberto Karasiewicz, obrero matalúrgico (20)
- Fernando Lisardo, empleado (20)
- Edelmiro Jesús Ramón Navarro, empleado (27)
- Aldo Ramírez, estudiante (18)
- Juan Carlos Rodríguez, empleado (31)
- Edgardo Salcedo, estudiante (24)
- Ramón Sánchez, obrero (20)
- Pedro Tursi, empleado (29)

### Aterrizaje

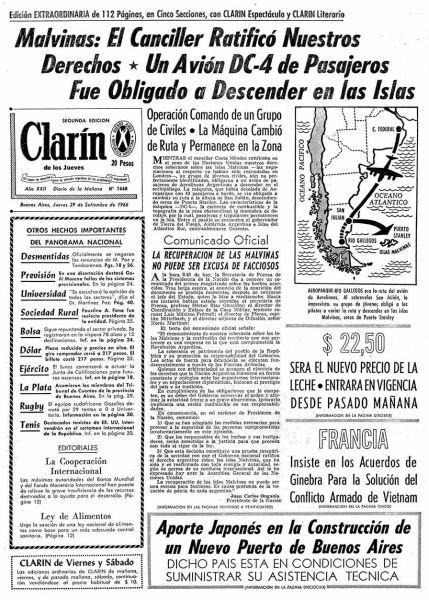
La novedad sobre la operación en el diario Clarín (Buenos Aires).

El piloto logró encontrar la ubicación de las islas gracias a las diferencias en el patrón de la cobertura nubosa que frecuentemente las cubre. Entre algunos claros divisaron tierra firme y tras algunas rondas de reconocimiento que les permitieron localizar la población de Puerto Stanley, aterrizaron a las 08:42 en la pista de carreras de caballos de 800 m de largo, después de haber sobrevolado durante 40 minutos el lugar para gastar combustible, detrás de la casa del gobernador inglés Cosmo Haskard (ausente ese día). Abrieron las puertas, se tiraron con sogas, desplegaron delante del avión en forma de abanico e izaron siete banderas argentinas. Debido a la dirección del viento el avión debió aterrizar alejándose del poblado, por lo que el grupo descartó la variante A ―tomar la casa del gobernador― ya que se carecía del elemento sorpresa. Los jóvenes descendieron, nombraron al lugar como Puerto Rivero, en homenaje al gaucho entrerriano Antonio Rivero que en 1833 resistió la invasión británica al archipiélago, y desplegaron siete banderas argentinas en las inmediaciones: cinco en los alambrados, otra en el avión, y la restante en una especie de poste de hierro cercano hincado en el suelo que sirvió así de mástil.
Numerosos civiles malvinenses (kelpers) se acercaron a ver qué ocurría. Algunos fueron tomados como rehenes, entre ellos el jefe de policía y el jefe de los Marines Reales. Entre los restantes el comando distribuyó una proclama escrita en inglés; el texto informaba que los jóvenes no eran agresores sino argentinos que consideraban a las islas como parte de su propio país. Al poco tiempo el avión fue rodeado por la Fuerza de Defensa de las Islas Malvinas, a las que se unió casi un centenar de civiles kelpers.
Los jóvenes realizaron un comunicado utilizando la radio del avión, cuyas palabras tuvieron amplia repercusión en la Argentina.

Operación Cóndor cumplida. Pasajeros, tripulantes y equipo sin novedad. Posición Puerto Rivero (islas Malvinas), autoridades inglesas nos consideran detenidos. Jefe de Policía e Infantería tomados como rehenes por nosotros hasta tanto gobernador inglés anule detención y reconozca que estamos en territorio argentino.

El radioaficionado Anthony Hardy reprodujo la noticia, y su señal fue captada en Trelew, Punta Arenas y Río Gallegos, retransmitiéndose a Buenos Aires. Por la tarde, los civiles e infantes de marina británicos trabajaban en la instalación de reflectores, altoparlantes con música marcial, y nidos de ametralladora en las inmediaciones del avión. En los siete jeep ubicados delante y detrás del avión se habían apostado policías, infantes y civiles armados; en lo alto de un cerro vecino se habían desplegado tres carpas de campaña con refuerzos militares.
Por pedido expreso del líder del comando argentino, el padre Rodolfo Roel (de origen neerlandés), sacerdote católico de la isla, ofició una misa en castellano en el interior del fuselaje. Gracias a las gestiones del párroco, los tripulantes y pasajeros pudieron ser alojados en casas de familia de los isleños.
A las 04:30 del día siguiente, el gobernador británico, Cosmo Haskard, emitió un comunicado en el que exigía la rendición incondicional del grupo. Afirmaba que los soldados y policías tenían órdenes de disparar. El comando argentino se negó a entregarse. A las 15:00 hubo otra gestión con ese mismo propósito, esta vez a cargo del padre Roel, que también tuvo resultado negativo.

### Desenlace
Horas después se arribó a un pacto: los argentinos dejarían las armas en el avión, como nave argentina, y serían acogidos por la Iglesia católica, quedando a cargo del padre Roel. No hubo rendición, los cóndores marcharon a la iglesia con sus banderas argentinas consigo.
A su regreso al continente, Cabo sintetizó así lo pactado:

Fui a Malvinas a reafirmar la soberanía nacional y quiero aclarar que en ningún momento me he entregado a las autoridades inglesas, sino que acepté el hospedaje de la Iglesia católica ofrecido a través del arzobispo de las islas Malvinas; que me consideré detenido por la autoridad argentina que allí reconocí en el comandante de Aerolíneas, entregándole al gobernador de Tierra del Fuego e Islas Malvinas, señor almirante Guzmán, las banderas argentinas que flamearon en tierra malvineña durante treinta y seis horas.

A las 17:00, los argentinos y el sacerdote salieron del fuselaje. Con el pabellón en brazos entonaron el Himno Nacional argentino, vigilados a 200 metros por los puestos de los militares británicos. Media hora más tarde entregaron las armas al comandante del Douglas DC-4, como había sido prometido. Pasaron casi 48 horas en la capilla de Puerto argentino. Rompiendo el pacto que tenían con Roel,[cita requerida] los británicos realizaron una requisa en el salón parroquial, y los «cóndores» decidieron que lo único que defenderían serían las banderas argentinas, por lo que Cabo, Giovenco, Rodríguez y Navarro envolvieron su pecho con ellas, bajo sus ropas. Los británicos, al ver la decisión de estos, no pretendieron apoderarse de dichas banderas.[cita requerida]
A las 19:30 del 1 de octubre, todos fueron llevados hasta el barco argentino ARA Bahía Buen Suceso a bordo de una lancha carbonera británica. Dardo Cabo entregó las banderas argentinas al almirante José María Guzmán en una bolsa:

Señor gobernador de nuestras islas Malvinas, le entrego como máxima autoridad aquí de nuestra patria, estas siete banderas. Una de ellas flameó durante 36 horas en estas Islas y bajo su amparo se cantó por primera vez el Himno Nacional.

El lunes 3 de octubre, a las 3 de la mañana, el ARA Bahía Buen Suceso atracó en el puerto de Ushuaia.

## Consecuencias

### Consecuencias legales
El 22 de noviembre de 1966, los integrantes del grupo fueron procesados por el Juez Federal de Tierra del Fuego, Antártida e Islas del Atlántico Sur, Lima, por los delitos de «privación de la libertad personal calificada» y «tenencia de armas de guerra». El secuestro de aviones no estaba contemplado en la legislación de la época. Fueron patrocinados por el abogado de la Confederación General del Trabajo y la Unión Obrera Metalúrgica Fernando Torres, el fueguino José Salomón, y otros profesionales. El procesamiento se refirió a los hechos ocurridos al desviar la nave aérea y no a lo ocurrido en Malvinas, que la justicia entendió que no constituía delito. Fueron condenados el 26 de junio de 1967. El 13 de octubre, la Cámara Federal de Bahía Blanca confirmó la sentencia, aunque hizo algunas modificaciones menores; por ejemplo, ordenó la devolución de las banderas a Cabo, su dueño, sosteniendo que:

Las banderas argentinas, por el hecho de haber tremolado sobre una porción irredenta de tierra de la Patria, no son ni pueden ser consideradas instrumento de delito.
Por ello corresponde su oportuna devolución a quien ha demostrado actuar como su propietario.

La mayoría recuperó su libertad tras los nueve meses que llevó el proceso, con prisión preventiva, pero Dardo Cabo, Alejandro Giovenco y Juan Carlos Rodríguez debieron pasar tres años en prisión, debido a sus antecedentes judiciales.
Más de diez años después y durante la dictadura autodenominada «Proceso de Reorganización Nacional», el 6 de enero de 1977, Dardo Cabo, quien se encontraba detenido en La Plata por otra causa, fue asesinado junto con otras personas en un simulacro de fuga fraguado durante un traslado de detenidos, en una zona descampada del Parque Pereyra Iraola ubicado entre las ciudades de La Plata y Buenos Aires.

### Consecuencias políticas
La acción conmocionó al gobierno de facto de Juan Carlos Onganía, que cumplía tres meses de mandato, especialmente porque en ese momento se encontraba de visita no oficial en el país el príncipe Felipe de Edimburgo, esposo de la reina Isabel II, como presidente de la Federación Ecuestre Internacional, con motivo del Campeonato Mundial de Hipismo que se estaba por realizar en la Argentina.
El gobierno emitió el 29 de septiembre de 1966 un comunicado donde afirmaba que:

La recuperación de las islas Malvinas no puede ser una excusa para facciosos.

Las ciudades de Buenos Aires, La Plata y Córdoba, entre otras, fueron escenarios de numerosas manifestaciones populares donde se festejaba la acción del grupo de jóvenes. El Reino Unido decidió incrementar su fuerza militar en las islas: expandió el destacamento de Marines Reales desde seis integrantes a unos cuarenta.
El incidente provocó comentarios en la prensa nacional e internacional.

## Homenajes
- Existe un monumento en la Plaza San Martín de Ituzaingó, el primero que se construyó en el país como homenaje a los jóvenes nacionalistas.
- Existe una calle Dardo Cabo, en uno de los accesos a la Autopista de Oeste, en Ituzaingó, y una calle Operativo Cóndor en el Partido de Merlo.
- En el año 2006, en ocasión de los 40 años del Operativo Cóndor, se realizó una sesión especial de homenaje en el Senado de la Provincia de Buenos Aires donde se entregaron diplomas y medallas a los cóndores asistentes y familiares de los fallecidos.
- También en 2006 se aprobó una declaración de homenaje en la Cámara de Diputados de la Nación Argentina.
- Se inauguraron vitrinas que contienen cada una de las siete banderas argentinas que flamearon en las islas durante el operativo: en el Salón de los Pasos Perdidos de la Honorable Cámara de Diputados de la Nación [Congreso de la Nación Argentina], el patio Islas Malvinas de la Casa Rosada, en el Museo del Bicentenario, en la Basílica de Itatí, en la Basílica de Luján, en la antigua Escuela de Mecánica de la Armada, y la última en el mausoleo del expresidente Néstor Kirchner en el cementerio de Río Gallegos.[8]
- El Museo Malvinas e Islas del Atlántico Sur, inaugurado en 2014 en Buenos Aires, tenía el bar Puerto Rivero, por el nombre dado a Puerto Stanley en 1966 por el Operativo.[9] En dicho museo se exhibe una instalación relacionada con el hecho histórico.[10]

El 04/03/2008 durante la gestión del Gobernador Daniel Scioli y de Sara Derotier de Cobacho como Secretaria de DD.HH, se promulgó la ley 13808 que 
otorgaba pensión a los participantes del Operativo Condor. En su ARTÍCULO 1 se estableció :” Acuérdase una pensión social mensual a las siguientes personas participantes del denominado “Operativo Cóndor”, llevado a cabo en las Islas Malvinas en el mes de septiembre de 1966: Dardo Manuel CABO, Fernando AGUIRRE, Norberto KARASIEWICZ, Andrés CASTILLO, Luis CAPARRA, Víctor CHAZARRETA, Ricardo AHE, Juan BOVO, Edelmiro NAVARRO, Ramón SÁNCHEZ, Pedro TURSI, Juan RODRÍGUEZ, Pedro BERNARDINI, Alejandro GIOVENCO ROMERO, Fernando LISARDO, Edgardo SALCEDO, Aldo RAMÍREZ y María Cristina VERRIER.

## Galería
| |
| Cristina Fernández luego de descubrir una de las banderas, en el Patio Islas Malvinas de la Casa Rosada. |

|                                                |
| Bandera del Operativo en la basílica de Luján. |

|                                                                                    |
| Una de las banderas en el Museo Malvinas e Islas del Atlántico Sur (Buenos Aires). |

|                                                                                       |
| Bandera del Operativo en el interior del Palacio del Congreso de la Nación Argentina. |

|                                                |
| Bandera del Operativo en la basílica de Itatí. |